# Colruyt
Colruyt is een Belgische supermarktketen met de hoofdzetel in Halle. De keten wil zich van de concurrentie onderscheiden door zijn no-nonsenseaanpak en door de laagste prijzen te garanderen. De winkelketen richt zich vooral tot gezinnen met kinderen. De naam is afkomstig van de oprichter van het familiebedrijf: Franz Colruyt. Het bedrijf is in 1965 in Brussel opgericht onder de naam Discount. In 1976 vond de naamswijziging naar de huidige naam plaats. Colruyt maakt deel uit van Colruyt Group, een Belgische multinational die actief is in groothandel en uit de supermarkten gegroeid is. 

## Geschiedenis
- 1928 Bakkerszoon Franz Colruyt begint in Lembeek een groothandel in koloniale waren (koffie, kruiden enz.). Aanvankelijk levert Franz Colruyt aan kruideniers in de streek rond Halle. Daarna breidt hij uit naar Brussel en omstreken.
- 1950 Oprichting van de Etn. Franz Colruyt nv, groothandelaar in voedingswaren.
- 1953 Oprichting van Boni. De winkelformule levert aan aangesloten zelfstandige kruideniers. Trouwe winkeliers hadden een Boni-uithangbord.
- 1958 Samen met zijn broers neemt Jo Colruyt, de zoon van Franz Colruyt, de leiding over van het bedrijf. Colruyt levert dan al voedingsproducten aan meer dan 800 zelfstandige winkeliers.
- 1962 Colruyt neemt de zelfbedieningszaak Verloo in Elsene over. Twee jaar later opent Discount Verloo op Universiteitslaan; pas in 1976 zou deze en andere supermarkten van het bedrijf de naam "Colruyt" dragen. Door de concurrentie van grotere en 'chique' supermarkten in de buurt, beslist Jo Colruyt de bekende merken bij Discount Verloo 10 procent goedkoper te verkopen: het begin van de laagsteprijzenpolitiek.
- 1964 Door de komst van de eerste supermarkten wordt het leveren aan de kleinere Boni-winkels te duur. Colruyt begint te experimenteren met nieuwe, modernere winkelformules zoals Cash&Carry of kortweg 'Cash', een zelfbedieningsformule voor zelfstandigen.
- 1976 Ook concurrenten gebruiken de term ‘discount’. Alle Discount-winkels, de twee groothandels 'Cash' en de tussenformule 'Cash Discount' krijgen allemaal de naam Colruyt.
- 1977 De nv Colruyt trekt naar de beurs.
- 1984 Opening van het vleesverwerkende bedrijf Vlevico (Vlees Viande Colruyt).
- 1987 De introductie van full scanning aan de kassa. Colruyt werkt niet langer met ponskaarten die de klanten samen met het product uit de rekken moesten nemen. Aan de kassa worden streepjescodes gelezen.
- 1994 Jo Colruyt overlijdt. Zijn zoon Jef Colruyt volgt hem op.
- 1996 De eerste Colruyt-winkel in Frankrijk opent zijn deuren.
- 1998 Colruyt start met de leveringsservice Collivery.
- 2000 de afhaalservice Collect&Go wordt opgericht. Klanten reserveren hun boodschappen online en kunnen die de volgende dag afhalen in het afhaalpunt van hun keuze.
- 2006 Colruyt sluit zich aan bij Coopernic, een aankoopgroepering met o.a. E.Leclerc en Rewe.[1]
- 2008 Colruyt opent een eerste winkel in het Groothertogdom Luxemburg.
- 2012 Colruyt opent in Wépion (bij Namen) zijn eerste lage-energiewinkel.
- 2013 Colruyt opent in Halle zijn eerste vierdegeneratiewinkel.[2]
- 2013 Colruyt bundelt meer dan 50 huismerken (Belsy, Galaxi, Eldorado ...) onder één merk: Boni Selection.[3]
- 2013 Colruyt stapt uit de internationale aankoopgroepering Coopernic, en sticht samen met Conad (Italië), Coop Group (Zwitserland) en REWE Group (Duitsland) en eveneens Système U (die uit AMS stapte) CORE op, met de hoofdzetel te Brussel.[4][5][6]
- 2020 Colruyt sluit zijn online afhaalservice Collishop[7].
- 2021 Colruyt opent eerste 24/7 stadssupermarkt zonder personeel te Gent. Deze nieuwe "keten" krijgt de naam OKay Direct.[8]

## Winkels
Aantal winkels: 
- Colruyt: 255 in België (2024), 6 in Luxemburg (2024) en 95 in Frankrijk (2023)[9][10]
- CoMarkt: 31 in België (1 augustus 2025)[11]

Colruyt-winkels zijn sober en eenvoudig ingericht zonder decoratie of franjes en er wordt ook geen muziek gespeeld. De verlichting en de verwarming worden volgens Colruyt zo efficiënt mogelijk afgesteld om de kosten maximaal te beperken. Melkproducten, fruit, groenten en charcuterie staan samen in een grote gekoelde ruimte: de versmarkt. De diepvriesproducten liggen in gesloten diepvrieskoffers. Het kassasysteem verschilt met dat van andere winkels. Er is geen rolband: de medewerkers zetten zelf de producten van de ene kar in de andere. De winkelkarretjes hebben doorgaans geen muntslot.
Een aantal winkels in Frankrijk is minder prijsbewust en traditioneler ingericht.

## Ponskaart
Colruyt startte in 1965 als eerste winkel met computers aan de kassa en ponskaarten in de rekken. Kassamedewerkers verwerkten de ponskaarten die de klanten verzamelden tijdens het winkelen. De ponskaart had voor- en nadelen. Het gebruik van de ponskaart was nuttig voor de bevoorrading van de winkels en het stockbeheer. Aan de kassa konden de ponskaarten echter voor vertraging zorgen aangezien klanten soms een kaart vergaten te nemen of de verkeerde ponskaart hadden meegenomen. Voor sommige klanten betekende de ponskaart een drempel om bij Colruyt te winkelen. In 1987 stapte Colruyt als eerste distributiebedrijf in België over op ‘full scanning’: streepjescodes op verpakkingen worden optisch gescand met handscanners aan de kassa. De barcode vervangt de ponskaart, die voor een belangrijk deel bijgedragen heeft aan de beeldvorming van de supermarktketen bij het publiek. En aan de kassa wordt geen enkele prijs nog manueel ingevoerd. Dat vermindert de kans op fouten. Sinds 2012 gebruikt Colruyt een nieuw type barcodelezer.

## Prijsbeleid en slagzin Laagste Prijzen
Op elke Colruyt-winkel prijkt de slagzin 'Laagste Prijzen'. De winkelketen beweert altijd de laagste prijs te kunnen garanderen, zowel voor elke productcategorie als voor een gemiddelde winkelkar met verschillende soorten producten. Colruyt volgt hiervoor systematisch de prijzen van andere winkels in de buurt op en past waar nodig zijn prijzen aan. Dagelijks noteren medewerkers van het Colruyt-prijzensecretariaat duizenden prijzen, speciale aanbiedingen en promoties van de concurrentie.
In zijn jaarlijkse prijzenstudie van 2012 stelde consumentenorganisatie Test-Aankoop vast dat Colruyt de goedkoopste supermarkt is. Dit zowel voor A-merken als voor discountproducten (van het merk Everyday) en bioproducten (zoals Bio-time).

## Collect&Go
Collect&Go is sinds 2000 de afhaalservice van Colruyt. Klanten reserveren hun boodschappen online met hun computer of smartphone. Ze halen de volgende dag hun bestelling af in een van de 200 (anno 2019) Collect&Go-punten naar keuze, verbonden aan een Colruyt-winkel. Klanten kunnen kiezen uit het hele assortiment voeding en een selectie van non-food-artikelen.
In juni 2011 lanceerde Colruyt als eerste supermarktketen een smartphone app waarmee klanten hun boodschappenlijstje opsturen en hun producten bestellen. In 2013 werden al ongeveer 10 % van de Collect&Go-reservaties via een smartphone opgestart.
Colruyt kreeg in 2013 van het financieel-economische tijdschrift Trends de Digitale Gazelle-award voor zijn Collect&Go-afhaalservice.

## Colruyt Frankrijk
Colruyt zette in 1996 zijn eerste stappen in Frankrijk. De winkelketen nam er de aandelen over van de Franse distributiegroep Ripotot. Later werd Ripotot omgedoopt tot Codifrance: Colruyt Distributie Frankrijk. Codifrance telt in 2013 een zestigtal Colruyt-winkels in voornamelijk het oosten en noordoosten van Frankrijk.
Het Franse Colruyt-concept is gebaseerd op de Belgische formule, al verschilt de markt in Frankrijk sterk met die in België. Daarom profileert Colruyt zich er met de aanpak ‘Prix-Qualité’. De winkelformule claimt al sinds 2009 de laagste prijs voor alle grote merken en voor vergelijkbare producten. De filialen in Frankrijk zijn geen grote supermarkten, maar buurtwinkels met verse en streekproducten, een wijn- en kaasaanbod en een traditionele beenhouwerij. Nieuwe winkels hebben ook een artisanale bakkerij.
In de Franse Colruyt-winkels werken ze met de "Colruyt Plus"-klantenkaart.